# Univitellannulocystis katsuwoni
Univitellannulocystis katsuwoni är en plattmaskart. Univitellannulocystis katsuwoni ingår i släktet Univitellannulocystis och familjen Didymozoidae. Inga underarter finns listade i Catalogue of Life.